# 블레이크 패런솔드
랜돌프 블레이크 패런솔드(영어: Randolph Blake Farenthold, 1961년 12월 12일 ~ 2025년 6월 20일)는 미국 공화당 소속의 정치인이다. 2011년부터 텍사스 지역구 하원의원에 재직중이다. 그의 부계 조부모는 벨기에 출신 이민자이다.
패런솔드 의원은 2015년 4월, 일본 정부가 일본군 위안부 강제동원 사실을 인정할 것을 촉구하는 연판장에 서명한 공화당 의원 중 한명이다.
간 질환으로 인해 말년에 건강이 악화되었으며, 2025년 6월 20일 그는 심장마비로 향년 63세에 사망한 것으로 발표되었다. 사망일은 6월 19일 또는 20일로 보도되었다.

## 역대 선거 결과
| 선거명      | 직책명                       | 대수  | 정당   | 득표율 | 득표수    | 결과 | 당락                   |
| ----------- | ---------------------------- | ----- | ------ | ------ | --------- | ---- | ---------------------- |
| 2010년 선거 | 하원의원 (텍사스 제27선거구) | 112대 | 공화당 | 47.84% | 51,001표  | 1위  | 텍사스주 하원의원 당선 |
| 2012년 선거 | 하원의원 (텍사스 제27선거구) | 113대 | 공화당 | 56.75% | 120,684표 | 1위  | 텍사스주 하원의원 당선 |
| 2014년 선거 | 하원의원 (텍사스 제27선거구) | 114대 | 공화당 | 63.60% | 83,342표  | 1위  | 텍사스주 하원의원 당선 |
| 2016년 선거 | 하원의원 (텍사스 제27선거구) | 115대 | 공화당 | 61.69% | 142,251표 | 1위  | 텍사스주 하원의원 당선 |